# William Henry Mellon
William Henry Mellon (* 6. Januar 1877 in Edinburgh, Lothian, Schottland, Vereinigtes Königreich; † 2. Februar 1952 in Dumfries, Dumfriesshire, Schottland, Vereinigtes Königreich) war ein schottischer Geistlicher.
Mellon wurde am 29. März 1902 in Rom zum Priester für das Erzbistum Saint Andrews und Edinburgh geweiht.
Papst Pius XI. ernannte ihn am 21. August 1935 zum Koadjutor-Bischof von Galloway und Titularbischof von Daulia. Die Bischofsweihe spendet ihm Andrew Thomas McDonald OSB, Erzbischof von Saint Andrews and Edinburgh, am 28. Oktober 1935 in der Kathedrale von Edinburgh. Mitkonsekratoren waren John Toner, Bischof von Dunkeld, und George Henry Bennett, Bischof von Aberdeen. Als James William McCarthy am 24. Dezember 1943 starb, folgte er ihm als Bischof von Galloway nach. 